# Brookesia lineata
Brookesia lineata är en ödleart som beskrevs av  Christopher John Raxworthy och NUSSBAUM 1995. Brookesia lineata ingår i släktet Brookesia och familjen kameleonter. IUCN kategoriserar arten globalt som starkt hotad. Inga underarter finns listade.